# Alchemilla sarmatica
Alchemilla sarmatica es una especie de planta del género Alchemilla, perteneciente a la familia Rosaceae.

## Taxonomía
Alchemilla sarmatica fue descrita por Serguéi Yuzepchuk en 1936.

## Distribución
Se encuentra en el territorio de Europa Oriental hasta el oeste y sur de Siberia y Asia central.